# 張菊芳
張菊芳（1963年1月19日—），出生於臺灣新竹縣，中華民國政治人物、律師、教師、民主進步黨黨員，曾任婦女新知基金會副董事長、臺北律師公會常務理事、理事長，法律扶助基金會士林分會會長，現為張菊芳律師事務所律師、法律扶助基金會董事，司法院人權與兒少保護及性別友善委員會委員及第六屆監察委員。

## 個人背景
張菊芳出生於台灣新竹縣，是國立臺灣大學法律系法學組法學士，專長為家事、性侵害及性別法案。畢業後曾任行政院各部會及台北市政府性騷擾申訴評議委員、九大聯合律師事務所主持律師、台北律師公會理事長、婦女新知基金會副董事長，以及法律扶助基金會士林分會會長及董事；並於國立臺灣科技大學兼任助理教授級專家，教授《民法》概要、法律與生活等課程。2017年參與總統府司法改革國是會議，時任第2分組司改委員，於該會建議政府應建立監督執行機制。

## 政治參與
2019年11月14日，民進黨中執會通過2020年不分區立法委員提名名單，張菊芳名列第20名。競選期間聯袂羅文嘉、黃帝穎、陳秀寶等人，共同召開反賄選記者會，公布反賄選專線並提供100萬元檢舉獎金；政黨提出堅定拒絕一國兩制、培育國防專業人才、改善低所得階層勞工生活、增加基礎建設經費及品質、改善空污及提高農民所得、投入經費補助青年就學及就業等共同政見。選舉結果政黨得票數481萬1241票、得票率33.98%，分配到13席不分區席次，張菊芳未能當選該屆立法委員。

## 選舉紀錄
| 年度 | 選舉屆數           | 選舉區                                 | 所屬政黨   | 得票數    | 得票率 | 當選標記 | 備註 |
| ---- | ------------------ | -------------------------------------- | ---------- | --------- | ------ | -------- | ---- |
| 2020 | 第十屆立法委員選舉 | 全國不分區及僑居國外國民立法委員選舉區 | 民主進步黨 | 4,811,241 | 33.98% |          |      |

## 外部連結
- 張菊芳的Facebook專頁